# Коротковська
Коротко́вська (рос. Коротковская) — присілок у складі Тарногського району Вологодської області, Росія. Входить до складу Ілезського сільського поселення.

## Населення
Населення — 15 осіб (2010; 30 у 2002).
Національний склад (станом на 2002 рік):
- росіяни — 97 %